# Thomisops senegalensis
Thomisops senegalensis är en spindelart som beskrevs av Jacques Millot 1942. Thomisops senegalensis ingår i släktet Thomisops och familjen krabbspindlar. Inga underarter finns listade i Catalogue of Life.